# Syrië op de Olympische Zomerspelen 2008
Syrië nam deel aan de Olympische Zomerspelen 2008 in Peking, China.
Syrië debuteerde op de Zomerspelen in 1948 en deed in 2008 voor de elfde keer mee. Bij de vorige tien deelnames won Syrië drie medailles; zilver in 1984, goud in 1996 en brons in 2004.

## Deelnemers en resultaten
De deelnemer in de triatlon nam deel op uitnodiging van de Olympische tripartitecommissie.
 (m) = mannen, (v) = vrouwen 
| Sport         | Olympiër          | Discipline           | Resultaat    | Prestatie                                                                           |
| ------------- | ----------------- | -------------------- | ------------ | ----------------------------------------------------------------------------------- |
| Atletiek      | Majed Aldin Gazal | hoogspringen (m)     | kwalificatie | kwalificatie groep A: 2,20 m (15; 24e afstand)                                      |
| Atletiek      | Fadwa Buza        | 100 m horden (v)     | series       | serie 2: 14,24 (8e; 38e tijd)                                                       |
| Gewichtheffen | Ahed Joughili     | tot 105 kg (m)       | 12e          | 386 kg (trekken: 170 kg / stoten: 216 kg)                                           |
| Schietsport   | Roger Dahl        | skeet (m)            | 41e          | 91 punten (19 - 21- 19 - 11 - 21)                                                   |
| Triatlon      | Omar Tayara       | mannen               | 49e          | totaaltijd: 2:04.27,80 zwemmen: 18.23 (32e) fietsen: 58.56 (23e) lopen: 38.19 (49e) |
| Zwemmen       | Souhaib Kalala    | 100 m rug (m)        | series       | serie 1: 1.00,24 (3e; 43e tijd)                                                     |
| Zwemmen       | Saleh Mohammad    | 10 km open water (m) | 19e          | 1:54.37,7 (+2.46,1)                                                                 |

⇒ De voor de 50 meter vrije slag ingeschreven zwemster Bayan Jumaa nam niet aan de wedstrijden deel.
Afghanistan · Albanië · Algerije · Amerikaanse Maagdeneilanden · Amerikaans-Samoa · Andorra · Angola · Antigua en Barbuda · Argentinië · Armenië · Aruba · Australië · Azerbeidzjan · Bahama's · Bahrein · Bangladesh · Barbados · België · Belize · Benin · Bermuda · Bhutan · Bolivia · Bosnië en Herzegovina · Botswana · Brazilië · Britse Maagdeneilanden · Bulgarije · Burkina Faso · Burundi · Cambodja · Canada · Centraal-Afrikaanse Republiek · Chili · China · Chinees Taipei · Colombia · Comoren · Congo-Brazzaville · Congo-Kinshasa · Cookeilanden · Costa Rica · Cuba · Cyprus · Denemarken · Djibouti · Dominica · Dominicaanse Republiek · Duitsland · Ecuador · Egypte · El Salvador · Equatoriaal-Guinea · Eritrea · Estland · Ethiopië · Fiji · Filipijnen · Finland · Frankrijk · Gabon · Gambia · Georgië · Ghana · Grenada · Griekenland · Groot-Brittannië · Guam · Guatemala · Guinee · Guinee‑Bissau · Guyana · Haïti · Honduras · Hongarije · Hongkong · Ierland · IJsland · India · Indonesië · Irak · Iran · Israël · Italië · Ivoorkust · Jamaica · Japan · Jemen · Jordanië · Kaaimaneilanden · Kaapverdië · Kameroen · Kazachstan · Kenia · Kirgizië · Kiribati · Koeweit · Kroatië · Laos · Lesotho · Letland · Libanon · Liberia · Libië · Liechtenstein · Litouwen · Luxemburg · Macedonië · Madagaskar · Malawi · Malediven · Maleisië · Mali · Malta · Marshalleilanden · Marokko · Mauritanië · Mauritius · Mexico · Micronesië · Moldavië · Monaco · Mongolië · Montenegro · Mozambique · Myanmar · Namibië · Nauru · Nederland · Nederlandse Antillen · Nepal · Nicaragua · Nieuw-Zeeland · Niger · Nigeria · Noord-Korea · Noorwegen · Oeganda · Oekraïne · Oezbekistan · Oman · Oostenrijk · Oost‑Timor · Pakistan · Palau · Palestina · Panama · Papoea-Nieuw-Guinea · Paraguay · Peru · Polen · Portugal · Puerto Rico · Qatar · Roemenië · Rusland · Rwanda · Saint Kitts en Nevis · Saint Lucia · Saint Vincent en Grenadines · Salomonseilanden · Samoa · San Marino · Sao Tomé en Principe · Saoedi-Arabië · Senegal · Servië · Seychellen · Sierra Leone · Singapore · Slovenië · Slowakije · Soedan · Somalië · Spanje · Sri Lanka · Suriname · Swaziland · Syrië · Tadzjikistan · Tanzania · Thailand · Togo · Tonga · Trinidad en Tobago · Tsjaad · Tsjechië · Tunesië · Turkije · Turkmenistan · Tuvalu · Uruguay · Vanuatu · Venezuela · Verenigde Arabische Emiraten · Verenigde Staten · Vietnam · Wit-Rusland · Zambia · Zimbabwe · Zuid-Afrika · Zuid-Korea · Zweden · Zwitserland
Uitgesloten van deelname: Brunei